# Mémorial du génocide de Rebero
 (juillet 2025).
Le mémorial du génocide de Rebero rend hommage aux victimes des massacres sur les pentes de la colline Rebero, survenu en avril 1994, dans le district de Kicukiro à Kigali, lors du Génocide perpétré contre les Tutsi au Rwanda.

## Emplacement

### Localisation
Le Mémorial du génocide de Rebero est  situé dans le district de Kicukiro à Kigali, sur les pentes de la colline Rebero, aussi connue historiquement sous le nom de Nyarurama Hill,,. Il se situe dans le district de Bugesera, au sein du secteur Mayange.
Il se trouve à environ 7 km du centre-ville de Kigali.

### Contexte
| \| 150 km1:3 445 000 \| Kibuye Gisenyi Bisesero Ntarama Kigali Nyamata Murambi Rusiga |
| 150 km1:3 445 000                                                                     |

| Mémoriaux du génocide des Tutsis au Rwanda |
| (2018) Année d'inauguration                |

Le Mémorial du génocide de Rebero fait partie d'un vaste réseau de nombreux sites commémoratifs et fosses communes présents sur le territoire rwandais et au-delà, liés au génocide de 1994 perpétré contre les Tutsi.

## Histoire
Le Mémorial du génocide de Rebero est inauguré en 2005. En 1994, au déclenchement du génocide, les Tutsi vivant à proximité de Rebero – ceux de Mayange, de Kibenga, de Mbyo, ainsi que certains venus de Nyamata et d’autres localités – se réfugient sur la colline de Rebero pour rejoindre les Tutsi locaux et tenter de se défendre.
Le 8 avril 1994, un grand nombre de Tutsi sont regroupés sur la colline de Rebero. Ce même jour, ils sont attaqués par un groupe de tueurs, mais résistent et repoussent l’assaut.
Le 10 avril 1994, des militaires venus du camp de Gako prennent d’assaut la colline, ouvrant le feu sur les Tutsi rassemblés. Les survivants sont peu nombreux; les soldats utilisent des armes à feu et sont suivis des Interahamwe qui achevent à l’arme blanche ceux qui montrent encore des signes de vie.
Le principal organisateur de ce massacre est le lieutenant-colonel Pheneas Munyarugarama, alors commandant du camp militaire de Gako.
Certains survivants des massacres de la colline de Rebero, fugitifs, se réfugient à Nyamata.

## Particularités
Le mémorial du génocide de Rebero occupe une place singulière parmi les lieux de mémoire du génocide et se distingue par sa portée à la fois mémorielle et politique.
Ce mémorial est dédié à la mémoire des personnalités politiques modérées, issues de différents partis, qui se sont opposées à la planification et à la mise en œuvre du génocide et qui ont été assassinées pour leurs convictions. Le site rend ainsi hommage à plus de 21 personnalités politiques (ministres, parlementaires, hauts fonctionnaires…) tuées parce qu’elles refusaient de s’associer à la politique génocidaire du gouvernement de l’époque.
Une stèle sur laquelle sont gravés les noms des victimes politiques et un espace paysager surplombant la ville de Kigali s'y trouvent.
Chaque année, le 13 avril, à la fin de la semaine nationale de deuil, lors des commémorations officielles (Kwibuka), se tient une cérémonie sur le site de Rebero. Elle rend hommage aux politiciens ayant risqué leur vie en s'opposant au Génocide contre les Tutsi; ainsi qu' à des figures de la résistance civile, les familles, responsables politiques et représentants de la société civile se réunissent à Rebero.
Le mémorial du génocide de Rebero rappelle que le génocide des Tutsi a aussi visé, de façon systématique, tous ceux qui s’y sont opposés, y compris au sein du monde politique.